# Kélétigui Mariko
Kélétigui Abdourahmane Mariko, auch Kélétigui Abdourahamane Mariko (* 21. Februar 1921 in Zinder; † 3. Dezember 1997 in Niamey) war ein nigrischer Autor und Manager.

## Leben
Kélétigui Marikos Vater gehörte der Ethnie der Bambara an und war ein Offizier der Kolonialtruppen Frankreichs. Seine Mutter war eine Hausa aus Tessaoua, seine Nichte die Sängerin Fati Mariko. Seine Eltern übersiedelten von Französisch-Sudan in die Stadt Zinder in Niger, wo sein Vater seinen Ruhestand verbrachte. Kélétigui Mariko wurde in Zinder geboren und besuchte dort die französische Schule. In jungen Jahren arbeitete Mariko als Musiker. Er spielte verschiedene Instrumente in Orchestern in Bamako, Gao und Kita und betätigte sich als Liederkomponist. Zudem leitete er das Orchester der Amicale de Niamey. In den 1940er Jahren machte er eine Ausbildung zum Tierarzt. In dieser Zeit begegnete er Literaten wie Fily Dabo Sissoko, die in ihm den Wunsch weckten, ebenfalls Autor zu werden. Im Zuge seiner Tätigkeit als Tierarzt an verschiedenen Orten Französisch-Westafrikas zeichnete er mündliche Überlieferungen auf.
Mariko übernahm in der seit 1960 unabhängigen Republik Niger verschiedene Leitungsfunktionen im Staatsdienst und in staatlichen Betrieben. Im Ministerium für ländliche Wirtschaft arbeitete er 1962 als Direktor für Kooperation und von 1963 bis 1965 als Leiter der Entwicklungsabteilung. Parallel dazu war er Generaldirektor der Societé du Riz du Niger und Verwalter von SOTRAMIL. Nach 1965 war Mariko Direktor der für die Finanzierung landwirtschaftlicher Produktion zuständigen Union Nigérienne de Crédit et de Coopérative (UNCC) und Caisse Nationale de Crédit Agricole (CNCA). Eine größere Publikationstätigkeit begann er in den 1980er Jahren, wobei er Bücher zu Entwicklungsfragen, Sammlungen von Erzählungen aus dem Sahel und zu verschiedenen anderen Themen veröffentlichte. In seinen letzten Jahren engagierte sich Mariko in der NGO SOS Sahel International, deren Präsident er mehrere Jahre lang war und dessen Büro in der Hauptstadt Niamey er bis zu seinem Tod leitete.

## Werke
- Souvenirs de la boucle du Niger. 1953–1976. Nouvelles éd. africaines, Dakar 1980, ISBN 2-7236-0214-1.
- Le monde mystérieux des chasseurs traditionnels. Nouvelles éd. africaines, Dakar 1981.
- Les Groupements paléonégritiques nigériens. Nouvelles éd. africaines, Dakar 1983, ISBN 2-7236-0839-5.
- Sur les rives du fleuve Niger. Contes sahéliens : recueillis en pays haoussa, zarma, mandé, peul, manding, banmanan, dogon, touareg, bornouan, mossi. 2. Auflage. Karthala, Paris 2000, ISBN 2-86537-096-8 (Erstveröffentlichung: Paris 1984).
- Les Touaregs Ouelleminden. Les fils des grandes tentes. Karthala, Paris 1984, ISBN 2-86537-101-8.
- Poèmes sahéliens en liberté. La Pensée universelle, Paris 1987.
- Gizo da Kooki ou le roman de l'araignée en pays Hawsa. La Pensée Universelle, Paris 1988, ISBN 2-214-07741-3.
- Les chants de chasseurs haoussa. In: Marie-Clotilde Jacquey (Hrsg.): Littérature nigérienne (= Notre librairie. Nr. 107). CLEF, Paris 1991, S. 41–43.
- Diversité culturelle et linguistique. In: Marie-Clotilde Jacquey (Hrsg.): Littérature nigérienne (= Notre librairie. Nr. 107). CLEF, Paris 1991, S. 11–23.
- La mort de la brousse. La dégradation de l’environnement au Sahel. Karthala, Paris 1996, ISBN 2-86537-450-5.

## Ehrungen
- Prix Boubou Hama (1992)[4]